# Rudolf Kargus
Rudolf Kargus (* 15. srpna 1952, Worms) je bývalý německý fotbalista, brankář. Po skončení aktivní kariéry se věnuje malířství.

## Fotbalová kariéra
Začínal v týmu Wormatia Worms. V německé bundeslize chytal za Hamburger SV, 1. FC Norimberk, Karlsruher SC a Fortunu Düsseldorf. S Hamburger SV vyhrál v roce 1977 Pohár vítězů pohárů, v roce 1979 německou bundesligu a v roce 1976 pohár. V bundeslize nastoupil ve 408 utkáních. V Poháru mistrů evropských zemí nastoupil v 9 utkáních, v Poháru vítězů pohárů nastoupil ve 12 utkáních a v Poháru UEFA nastoupil v 19 utkáních. V Superpoháru UEFA nastoupil v 1 utkání. Za západoněmeckou reprezentaci nastoupil v letech 1975–1977 ve 3 utkáních. Byl členem západoněmecké reprezentace na Mistrovství Evropy ve fotbale 1976 a na Mistrovství světa ve fotbale 1978, ale v utkání nenastoupil.

## Ligová bilance
| Ročník                                    | Zápasy | Góly | Klub               |
| ----------------------------------------- | ------ | ---- | ------------------ |
| 2. německá fotbalová Bundesliga 1970/1971 | 9      | 0    | Wormatia Worms     |
| Německá fotbalová Bundesliga 1971/1972    | 14     | 0    | Hamburger SV       |
| Německá fotbalová Bundesliga 1972/1973    | 10     | 0    | Hamburger SV       |
| Německá fotbalová Bundesliga 1973/1974    | 33     | 0    | Hamburger SV       |
| Německá fotbalová Bundesliga 1974/1975    | 33     | 0    | Hamburger SV       |
| Německá fotbalová Bundesliga 1975/1976    | 34     | 0    | Hamburger SV       |
| Německá fotbalová Bundesliga 1976/1977    | 29     | 0    | Hamburger SV       |
| Německá fotbalová Bundesliga 1977/1978    | 34     | 0    | Hamburger SV       |
| Německá fotbalová Bundesliga 1978/1979    | 34     | 0    | Hamburger SV       |
| Německá fotbalová Bundesliga 1979/1980    | 33     | 0    | Hamburger SV       |
| Německá fotbalová Bundesliga 1980/1981    | 22     | 0    | 1. FC Norimberk    |
| Německá fotbalová Bundesliga 1981/1982    | 30     | 0    | 1. FC Norimberk    |
| Německá fotbalová Bundesliga 1982/1983    | 34     | 0    | 1. FC Norimberk    |
| Německá fotbalová Bundesliga 1983/1984    | 33     | 0    | 1. FC Norimberk    |
| 2. německá fotbalová Bundesliga 1984/1985 | 12     | 0    | 1. FC Norimberk    |
| Německá fotbalová Bundesliga 1984/1985    | 15     | 0    | Karlsruher SC      |
| 2. německá fotbalová Bundesliga 1985/1986 | 7      | 0    | Karlsruher SC      |
| Německá fotbalová Bundesliga 1986/1987    | 20     | 0    | Fortuna Düsseldorf |
| Německá fotbalová Bundesliga 1987/1988    | 0      | 0    | 1. FC Köln         |
| Německá fotbalová Bundesliga 1988/1989    | 0      | 0    | 1. FC Köln         |
| Německá fotbalová Bundesliga 1989/1990    | 0      | 0    | 1. FC Köln         |
| CELKEM Bundesliga                         | 408    | 0    |                    |